# Amager
Amager [ˈɑmɑːˀ] (dt. historisch Amak) ist eine 96,29 km² große dänische Insel im Öresund. Über ihren nördlichen Anteil erstreckt sich ein Teil der Stadt Kopenhagen mit den Stadtteilen Christianshavn, Vestamager und Sundbyøster und Sundbyvester (zusammen Sundbyerne). Den mittleren Anteil bildet die Tårnby Kommune mit dem Flughafen Kopenhagen-Kastrup in Kastrup und den südlichen die Dragør Kommune mit der Hafenstadt Dragør. Der trennende Kanal zum Zentrum Kopenhagens ist der Inderhavnen, über den die Straßenbrücken Knippelsbro und Langebro führen. Weitere Brücken, die die Insel mit Seeland verbinden, sind die Sjællandsbroen sowie die Kalvebodbroen und die Sorterendebroen weiter südlich. Daneben gibt es seit 2006 die Fahrrad- und Fußgängerbrücke Bryggebroen, die Islands Brygge mit Vesterbro beim Einkaufszentrum Fisketorvet und der Gemini Residence verbindet. Die Öresundquerung verbindet Amager mit der Stadt Malmö in Schweden. Auf Amager leben 219.763 Menschen (1. Januar 2023). Amager ist damit die mit großem Abstand dichtest besiedelte Insel Dänemarks.

## Wortherkunft

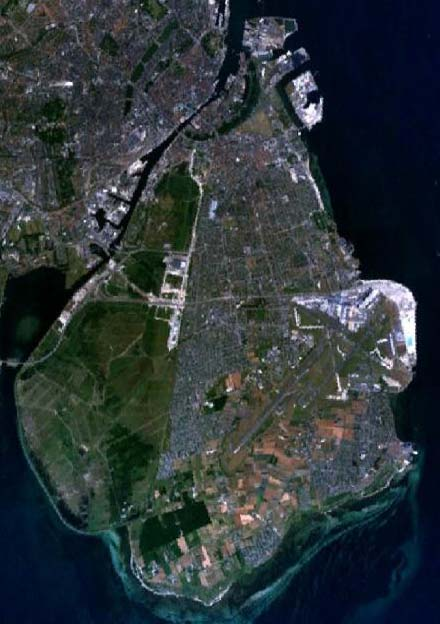
Amager im Satellitenbild

Der erste Teil des Namens stammt wahrscheinlich von ame, einer Bezeichnung für eine Meerenge zwischen Festland und Insel. Der zweite Namensbestandteil kommt aus dem Altdänischen haki (hage), vergl. Haken. So heißt die Südspitze Aflandshage („Amagerlands-Haken“).
Amager ist in der dänischen Umgangssprache eine Interjektion, die eine Art Schwur ausdrückt: „Kannst du schwören, dass du das nicht warst?“ – „Amager!“ (Wirklich! Ernsthaft!) – verbunden mit der Geste einer ausgestreckten Hand, die den Kehlkopf streift. Das ist darauf zurückzuführen, dass früher auf Amager eine Hinrichtungsstätte war, wo die zum Tode Verurteilten geköpft wurden.
Heute wird Amager umgangssprachlich sowie nach Kopenhagener Dialekt, besonders bei den eigenen Einwohnern, als Ama’r ausgesprochen.

## Geschichte

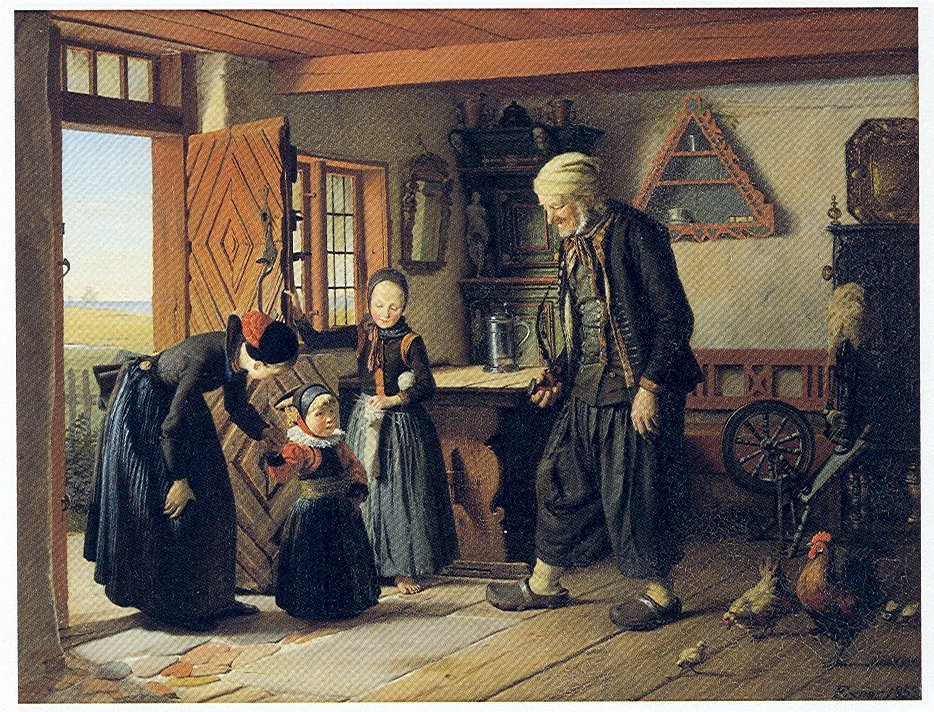
Darstellung einer niederländischstämmigen Familie in Amagers Hollænderbyen (Store Magleby) auf dem Gemälde Besøget hos Bedstefader („Der Besuch beim Großvater“) von Julius Exner (1853). An der Wand hängt eine Amagerhylde (A-förmiges Wandbord).

Im Jahr 1521 siedelte der dänische König Christian II. seiner Gemahlin Isabella zuliebe auf Amager niederländische Kolonisten an, die für die Tafel der Königin diverse Gemüsesorten lieferten. Andere Quellen sprechen hierbei vom Jahr 1516. Noch Anfang des 19. Jahrhunderts sollen diese ihre eigene Sprache gepflegt haben. Die Insel wurde im Zweiten Weltkrieg durch größere Eindämmungsarbeiten im Westen der Insel wesentlich vergrößert. Das so gewonnene Land (Amagerfælled) wurde zunächst militärisch genutzt, heute ist es vor allem ein Naturschutz- und Naherholungsgebiet der Kopenhagener.
Seit etwa 2000 entstand mit Ørestad ein neuer Stadtteil. Dort wurde im Gebäudekomplex DR Byen, dem Hauptsitz des dänischen Rundfunks, 2009 das nach Plänen des französischen Architekten Jean Nouvel gebaute neue Konzerthaus Kopenhagen (DR Koncerthuset) eröffnet. Seit 2000 führt auch die Öresundverbindung von Amager nach Malmö in Schweden. Somit besitzt die Insel eine zentrale Bedeutung für den internationalen Verkehr.
Größere Teile einer ursprünglich industriell-gewerblich dominierten Nutzung sind inzwischen Wohnsiedlungen gewichen. Ab 2007 wurde Amager durch die Fertigstellung der Metrolinien nach Vestamager und zum Flughafen sowie die der Insel am Øresund vorgelagerten künstlichen Aufschüttungen des Amager Strandparks als Naherholungsgebiet und als Wohngebiet aufgewertet. Am 22. März 2013 wurde südlich des Strandparks ein modernes neues Aquarium, Den Blå Planet, eröffnet, das größte Nordeuropas.

## Bezeichnungen mit Amager
- Amager in der gesprochenen Form Amar wird als milder Eid verwendet, um anzuzeigen, dass man beabsichtigt, ein Versprechen zu halten. »Im Ernst!« Der Ursprung liegt darin, dass Amager Fælled (Amager Allmende) früher als Hinrichtungsstätte genutzt wurde.[7]
- Ein Amagermad (Amager-Sandwich, Amager-Doppelschnitte) besteht aus einer Scheibe Roggenbrot und einer Scheibe Weizenbrot zusammen mit Aufschnitt (oder nur Butter) zwischen den Scheiben. In Jütland auch Hamborgermad (Hamburgersandwich) genannt.[8]
- Amagerhylde (Pyramidenregal) ist ein dreieckiges Wandbord in A-Form.[9] An der Wand auf dem nebenstehenden Bild von Exner hängt eine Amagerhylde.
- Amagergarn ist ein glänzendes Stickgarn (Perlgarn) aus merzerisierter Baumwolle.[10]
- Amagerbroderi (Amager-Stickerei) ist Plattstichstickerei in bunten Farben, was von Amager bekannt ist.[11]
- Amagersyning (Amager-Nähen) ist eine von Holland inspirierte Sticktechnik.[12]
- Amager-nummerplade (Kraftfahrzeugkennzeichen von Amager) – Arschgeweih.